# Диво (роман)
«Диво» — перший історичний роман українського письменника Павла Загребельного 1968 року про Київську Русь доби Ярослава Мудрого, за часів якого сталося об'єднання земель руських та було зведено Софійський собор у Києві.

## Розділи
- 1965 РІК. ПРОВЕСІНЬ НАДМОР’Я
- 1941 РІК. ОСІНЬ. КИЇВ
- РІК 1004. ВЕСНА. КИЇВ
- 1941 РІК. ОСІНЬ. КИЇВ.
- РІК 1004. ЛІТО. РОДООСТЬ
- 1941 РІК. ОСІНЬ, КИЇВ
- РІК 1015. ПЕРЕДЗИМОК. НОВГОРОД
- РІК 1014. ЛІТО. БОЛГАРСЬКЕ ЦАРСТВО
- 1965 РІК. ВЕСНА. КИЇВ
- РІК 1014. ОСІНЬ. КОНСТАНТИНОПОЛЬ
- 1942 РІК. ЗИМА. КИЇВ
- РІК 1015. СЕРЕДЛІТТЯ. НОВГОРОД
- 1966 РІК. ВЕСНА. КИЇВ
- РІК 1026. ЛІТО. КОНСТАНТИНОПОЛЬ
- РІК 1026. ПАДОЛИСТИ.КИЇВ
- 1966 РІК. ПЕРЕД ВАКАЦІЯМИ. ЗАХІДНА НІМЕЧЧИНА
- РІК 1028. ТЕПЛІНЬ. КИЇВ
- 1966 РІК. ВАКАЦІЇ. ЗАХІДНА НІМЕЧИНА
- РІК 1032. КИЇВ
- 1966 РІК. ЛІТО. КИЇВ
- РІК 1037. ОСІННИЙ СОНЦЕВОРОТ. КИЇВ

## Історія написання
Задум написати роман про історію Київської Русі виник у П. Загребельного в 1961 році, ще під час роботи над «Днем для прийдешнього». Як зазначав сам автор: 
|  | … я хотів у цю книжку, суто сучасну, сказати б, гостро сучасну, вставити кілька розділів про Київ найдавніший, щоб поєднати духом історії будови минулого з сьогоднішнім… Ясна річ, розділи ті мали включати в себе щось про Софійський собор, бо кого ж не хвилює ще й сьогодні ця найдавніша мистецька споруда, власне, найдавніша не лише на Україні, а на всій території, що колись іменувалася Київською Руссю… . |

Роман вийшов у світ 1968 року. Загалом, як згадував автор, роман був сприйнятий прихильно. Загребельний про свій роман писав так: 
|  | Ясна річ, простіше було б написати відшліфовано-узвичаєний роман, не відступаючи від канонів, які вже склалися в нас у цьому жанрі, вибудувати таку-сяку кількапланову споруду з ритмічними й урівноваженими відповідно розділами про князів, смердів, воїнів, іноземців, додавши потрібну дозу кохання і наділивши всіх державних мужів державними роздумами, висловлюваннями й почуваннями, пильнуючи послідовно, щоб ніде не вийшли зі своєї високої ролі й не змаловажили таким чином свого історичного призначення. |

При роботі над створенням роману П. Загребельний використовував літописні свідчення про епоху, але як автор художнього образу, синтезував історичний прототип і власне бачення персонажа.
У П. Загребельного зримі сліди традицій, а ще більш очевидне художнє, людинознавче новаторство у висвітленні культурного життя, мирної праці та побуту часів Київської Русі. Київська Русь привертала до себе пильну увагу багатьох поколінь дослідників, поетів, оповідачів.
Твір «Диво» написано за науковими джерелами, як завжди у Загребельного, докладно дослідженими. Але це передусім художня творчість бо найдавніші державні, соціальні, культурні події відображені в загальних картинах і в індивідуальних долях та характерах людей, в їх прагненнях і пристрастях. Є багато достовірних і художніх описів міст, передмість, споруд, картин природи. П. Загребельний відверто й докладно розповідає про свої професійні секрети: 
|  | Поряд з процесом обдумування і виношування задуму іде процес накопичення знань, фактів, вивчення всього, що так або інакше може бути корисним при написанні задуманої книги. На час стаєш немовби фахівцем у тій галузі знань і людської діяльності, до якої дотичний твій, ти мусиш знати в тисячу разів більше, аніж напишеш про це, власне, знати безліч, здавалося б, зовсім не потрібних речей, інакше під час писання постійно будеш відчувати обмеженість, невпевненість, не будеш мати під рукою тієї свободи володіння матеріалом, яка тільки й приводить до справжніх літературних винаходів. |

## Сюжет
Життєві шляхи героїв — зодчого Сивоока та князя Ярослава — перехрестилися на майдані, де підіймався величний та дивовижний храм. Софія Київська з'єднала долі талановитого майстра і мудрого правителя. Дві людські драми розгортаються на сторінках роману. Сивоок, для якого будівництво храму стає головною справою життя, трагічно гине і його ховають під плитами собору. Ярослав Мудрий вінчається в Софії на кесаря землі Руської. Але і він дійшов цього ціною великих душевних втрат, зрікшись заради влади єдиного в своєму житті справжнього кохання.
Події першої сюжетної площини відбуваються в часовому проміжку від літа 992 р. до осені 1037 р. XI ст., другої — від осені 1941 р. до весни 1942 р. XX ст., третьої — з весни 1965 р. до літа 1966 р. XX ст.)
І сюжетна площина -події сорокарічних поневірянь героя: Сивоок розпочинає свою подорож із пущі (життя у діда Родима й у Ситника), потім прямує до Києва, Радогості, потрапляє в Болгарське царство, у Константинополь, на острів Пелагос, після чого знову опининяється в Київській Русі, а саме в Києві. Тут сюжетна лінія Сивоока переплітається з лінією Ярослава.
ІІ сюжетна площина — події другої часової площини розгортаються в Києві. У цій площині лише одна сюжетна лінія: Гордія Отави — професора Шнурре. Дія третьої сюжетної площини розпочинається в надмор'ї, розгортається в Києві через зображення подорожей Бориса Отави до Західніої Німеччини, Москви, а завершується в Києві.

## Інші твори серії
«Диво» - це перший роман Павла Загребельного з його серії книжок про Київську Русь, до яких також належать романи «Смерть у Києві», «Первоміст», «Євпраксія».